# Arcansiel
Gli Arcansiel sono un gruppo italiano di Rock progressivo nato nella provincia di Alessandria, esponenti della corrente Neoprogressive.

## Storia del gruppo
Fondato nel 1986 dal tastierista e cantante Marco Galletti, il gruppo ha debuttato sul panorama musicale con la produzione di Galletti, il disco "Four Daisies" nel 1988, seguito da "Stillsearching" nel 1990 sotto l'egida della storica etichetta Contemporary Records di Firenze. La carriera di Galletti con la band si conclude nel 1990, anno in cui decide di intraprendere una carriera solista con l'album "Boxes For Foxes", lasciando il posto a Paolo Baltaro che diventa anche l'autore e il produttore delle future produzioni del gruppo, segnando l'inizio di una nuova era con il disco "Normality of Perversion" nel 1992, pubblicato da Mellow Records.
Nel 2003, la formazione degli Arcansiel, guidata da Paolo Baltaro alla voce, tastiere e basso, affiancato da Gianni Opezzo alla chitarra, Sandro Marinoni al sassofono, Barbara Rubin al violino e ai cori, e Diego Marzi alla batteria, ha dato vita a "Swimming In The Sand" sotto l'etichetta MuseaRecords. Questo lavoro si presenta come una raccolta unica, che ripropone tracce precedentemente rilasciate in una nuova veste sonora, arricchita dall'aggiunta di una traccia inedita intitolata "Swimmer in the Sand". La vita concertistica della band, che ha visto la partecipazione attiva sia in Italia che in Europa, attraversando una varietà di contesti lungo gli anni, ha raggiunto un punto di sosta nel 2007, segnato dall'esibizione come headliner al Progfarm Festival a Bakkeveen, nei Paesi Bassi.
Parallelamente, alcuni membri del gruppo hanno esplorato nuovi orizzonti musicali attraverso progetti distinti quali Società Anonima Decostruzionismi Organici, Mhmm, e The Pillheads, segnando così la continuazione della loro espressione artistica in ambiti musicali diversificati.
Dopo una pausa di vent'anni dall'ultimo album e un significativo rinnovamento della formazione, che vede ora solo uno dei membri fondatori, Gianni Lavagno, gli Arcansiel tornano con il loro quinto album “Hard Times” pubblicato e distribuito dall’etichetta discografica Ma.Ra.Cash Records.
Questo nuovo capitolo è frutto della collaborazione tra la triade Lombardo-Sorella-Valvo, che ha sapientemente intrecciato le proprie radici culturali nelle composizioni dei quattro brani che delineano l'album.

## Formazione

### Formazione attuale
- GIANNI LAVAGNO - Drums & Percussion
- MARCO LECCESE - Lead Voice
- DAVIDE PAROVINA - Electric Bass
- DAVIDE SORELLA – Keyboards
- JOHNNY DESSI - Electric & Acoustic Guitars

### Ex componenti
- Marco Galletti – Tastiere, Voce
- Piero Zancanaro - Sassofono, Clarinetto
- Marco Fantin - Tastiere
- Vito Guerrieri - Batteria
- Claudio Baretta – Chitarra
- Nico Clerici - Basso
- Paolo Baltaro - Produzione, Voce, Tastiere, Basso
- Sandro Marinoni - Sassofono Tenore, Flauto
- Barbara Rubin - Tastiere
- Diego Marzi – Batteria
- Felice Lombardo - Basso
- Sebastiano Valvo - Chitarra

## Discografia
- 1988: Four Daisies (Contempo)
- 1990: Stillsearching (Contempo)
- 1994: Normality Of Perversion (Mellow Records)
- 2004: Swimming In The Sand (Musea)
- 2024: Hard Times (Ma.Ra.Cash Records)